# Saint-Aulais-la-Chapelle

Saint-Aulais-la-Chapelle este o comună în departamentul Charente, Franța. În 1 ianuarie 2022 avea o populație de 218 de locuitori.